# UFC 3
UFC 3: The American Dream è stato un evento di arti marziali miste tenuto dalla Ultimate Fighting Championship il 9 settembre 1994 al Grady Cole Center di Charlotte, nella Carolina del Nord.

## Retroscena
Fu il primo torneo UFC non vinto da Royce Gracie, che pur superando i quarti di finale dovette ritirarsi per affaticamento e disidratazione; il torneo vide affrontarsi in finale la riserva Steve Jennum e Harold Howard che saltò a semifinale per il forfait di Gracie.
Il futuro dominatore dei pesi welter UFC Georges St-Pierre affermò che fu proprio la visione di questo torneo ad ispirarlo e ad aiutarlo nel prendere la decisione di iniziare a praticare arti marziali miste.
Fu il primo torneo nel quale l'arbitro ebbe la possibilità di fermare l'incontro, mentre nei precedenti eventi i match potevano terminare solamente per KO, sottomissione o per il lancio dell'asciugamano nella gabbia da parte di uno dei due angoli.

## Risultati
- Quarti di finale del torneo:  Royce Gracie contro  Kimo Leopoldo

Gracie sconfisse Leopoldo per sottomissione (armlock) a 4:40. Gracie non poté proseguire il torneo per affaticamento e disidratazione.
- Quarti di finale del torneo:  Harold Howard contro  Roland Payne

Howard sconfisse Payne per KO (pugno) a 0:46. Grazie al forfait di Royce Gracie Howard non disputò la semifinale ed ebbe accesso diretto alla finale del torneo.
- Quarti di finale del torneo:  Ken Shamrock contro  Christophe Leninger

Shamrock sconfisse Leninger per sottomissione (pugni) a 4:49.
- Quarti di finale del torneo:  Keith Hackney contro  Emmanuel Yarborough

Hackney sconfisse Yarborough per KO tecnico (pugni) a 1:59. Hackney non poté proseguire il torneo per infortunio e venne sostituito da Felix Lee Mitchell.
- Semifinale del torneo:  Ken Shamrock contro  Felix Lee Mitchell

Shamrock sconfisse Mitchell per sottomissione (Rear-Naked Choke) a 4:34. Shamrock non poté proseguire il torneo per infortunio e venne sostituito da Steve Jennum.
- Finale del torneo:  Steve Jennum contro  Harold Howard

Jennum sconfisse Howard per sottomissione (pugni) a 1:27 e vinse il torneo UFC 3.